# Annopol (gromada)
Annopol – dawna gromada, czyli najmniejsza jednostka podziału terytorialnego Polskiej Rzeczypospolitej Ludowej w latach 1954–1972.
Gromady, z gromadzkimi radami narodowymi (GRN) jako organami władzy najniższego stopnia na wsi, funkcjonowały od reformy reorganizującej administrację wiejską przeprowadzonej jesienią 1954 do momentu ich zniesienia z dniem 1 stycznia 1973, tym samym wypierając organizację gminną w latach 1954–1972.
Gromadę Annopol z siedzibą GRN w Annopolu (wówczas wsi) utworzono – jako jedną z 8759 gromad na obszarze Polski – w powiecie kraśnickim w woj. lubelskim na mocy uchwały nr 10 WRN w Lublinie z dnia 5 października 1954. W skład jednostki weszły obszary dotychczasowych gromad Annopol, Dąbrowa, Huta, Jakubowice, Opoka Duża, Opoczka Mała, Rachów, Rachów Nowy i Rachów Stary oraz miejscowość Kopiec kol. z dotychczasowej gromady Świeciechów Poduchowny ze zniesionej gminy Annopol w tymże powiecie. Dla gromady ustalono 27 członków gromadzkiej rady narodowej.
1 stycznia 1969 do gromady Annopol włączono obszary zniesionych gromad Grabówka i Świeciechów w tymże powiecie.
Gromada przetrwała do końca 1972 roku, czyli do kolejnej reformy gminnej. 1 stycznia 1973 w powiecie kraśnickim reaktywowano gminę Annopol.